# HK Dinamo-Chinnik
Le Hockey club Dinamo-Chinnik ou HK Chinnik Babrouïsk est un club de hockey de Babrouïsk, qui joue dans la Molodiojnaïa Hokkeïnaïa Liga. C'est le club-école du « Dinamo » de Minsk.

## Histoire
L'histoire du hockey de Babrouïsk a commencé avec l'équipe Stroïtel sur la base duquel s'est formée l'équipe Chinnik en 1976. Au cours des années qui suivirent, cette équipe a démontré de bons résultats stables, participant neuf fois aux championnats de la République Socialiste Soviétique de Biélorussie (RSSB), y recevant même une médaille de bronze.
L'entraineur historique de l'équipe est Guennadiï Iosifovitch Chteïnbouk.
Les entraînements et jeux domestiques du club se tenaient sur un terrain ouvert situé sur le stade Spartak. Cependant, les préparatifs de pré-saison de hockey se tenaient à Minsk et dans les pays baltes.
En 1991, le club Chinnik cessa d'exister à cause de difficultés financières. La mort de l'entraîneur G. I. Chteïnbouk contribua à la fin du club. La renaissance du club ne fut possible qu'en 2008, grâce à l'ouverture de la salle omnisports « Babrouïsk-Arena ».
La première saison du club en 2008/2009 peut être qualifiée de succès, bien que l'équipe n'ait remporté que la 10e place sur 14.
La seconde saison, fait inhabituel, se révéla moins fructueuse pour le club. Une des raisons principales à cela fut un changement de l'encadrement en janvier 2009 en milieu de saison. Le club obtint la 13e et avant-dernière place du tournoi.
L'équipe junior Dinamo-Chinnik a été fondée en 2010, en tant que club-école, à partir du nom de deux clubs connus et destinée à prendre part à la haute ligue du championnat de Biélorussie. 
Lors de nombreuses occasions, Dinamo-Chinnik a démontré un hockey très agressif. L'équipe est formée de joueurs talentueux de toute la Biélorussie et d'ailleurs.

### Performances dans la Molodiojnaïa Hokkeïnaïa Liga
| Saison    | Championnat régulier                 | Play-off                 |
| --------- | ------------------------------------ | ------------------------ |
| 2011-2012 | 5e place dans la division Nord-Ouest | N'a pas participé        |
| 2012-2013 | 6e place dans la division Ouest      | Défaite en 8e de finale  |
| 2013-14   | 7e place dans la division Nord-Ouest | Défaite en 16e de finale |
| 2014-15   | 6e place dans la division Nord-Ouest | Défaite en 16e de finale |

## Direction et entraîneurs
- Directeur : Artemiï Vitalevitch Starinskiï
  - Entraîneur principal : Pavel Viktorovitch Perepekhine
  - Entraîneur sénior : Andreï Vladimirovitch Zalivako
  - Entraïneur : Alexandr Nikolaïevitch Vladykine